# 616 г. пр.н.е.

## Събития

### В Азия

#### В Асирия
- Цар на Асирия е Синшаришкун (627 – 612 или 623 – 612 г. пр.н.е.).
- След продължителна борба от 621 до 616 г. пр.н.е. асирийците окончателно губят контрола на град Урук във Вавилония.[1]

#### Във Вавилония
- Набополaсар (626 – 605 г. пр.н.е.) е цар на Вавилония.[2]
- Царят повежда поход нагоре по течението на река Ефрат и нанася поражение на асирийците и манейските им съюзници при Габлини и достига до река Белих.[3]
- Набополасар е принуден да започне отстъпление след като асирийците са подкрепени от египетски сили изпратени в Сирия.[4]
- По-късно през годината вавилонците постигат нов успех с победа над асирийците при Арапха.[4]

#### В Мидия
- Киаксар (625 – 585 г. пр.н.е.) е цар на Мидия.[5]

### В Африка

#### В Египет
- Псаметих (664 – 610 г. пр.н.е.) е фараон на Египет.[6][7]
- Египет се съюзява с Асирия поради заплахата от Набополасар.[4]

### В Европа
- В Гърция се провеждат 41-тe Олимпийски игри:
  - Победител в дисциплината бягане на разстояние един стадий става Клеонд от Тива.[8]
  - Хипостен от Лакония, който печели състезанието по борба за момчета през 632 г. пр.н.е. и това за мъже през 624 и 620 г. пр.н.е., отново става шампион по борба за мъже. Този свой успех той повтаря и в следващите две олимпийски игри.[8]
  - Добавено е състезание по бокс за момчета. Победител става Филота от Сибарис.[8]